# Salomonskikkerbek
De salomonskikkerbek (Rigidipenna inexpectata) is een vogel uit de familie Podargidae (kikkerbekken).

## Verspreiding en leefgebied
Deze soort is endemisch op de Salomonseilanden, een eilandengroep in het westelijk deel van de Grote Oceaan ten oosten van Nieuw-Guinea.